# Brasciole
Le brasciole sono degli involtini con carne di cavallo (o, in alcuni casi, di vitello) lasciati a cuocere immersi in un sugo di pomodoro, tradizionalmente preparati in Sicilia, Puglia e Basilicata.

## Descrizione
Le brasciole sono degli involtini di carne di dimensioni medio-grandi (10–15 cm), preparati con fettine di cavallo (o di vitello, contravvenendo alla ricetta tradizionale) ripiene di lardo e pecorino. Nella tradizione barese si usa preparare questa pietanza nei giorni di festa, cuocendoli in un ragù con il quale condire le orecchiette. In provincia di Foggia, della BAT, di Bari, Taranto e in parte del Salento, ma anche nella Basilicata, sono un piatto tipico del pranzo domenicale, tradizionalmente associate ai pezzetti di cavallo al sugo e alla classica pasta fatta in casa (orecchiette e maccheroni).

## Preparazione
Le fettine di carne, non troppo sottili, vengono inizialmente adagiate su un tagliere ed eventualmente battute con un batticarne; dopo averle salate leggermente e speziate a piacere, si distribuisce su ognuna di esse qualche foglia di prezzemolo, dell'aglio, dei tocchetti di lardo o pancetta, una generosa quantità di formaggio (generalmente pecorino) e magari anche pinoli e uva secca. Le fettine vengono quindi arrotolate e successivamente legate con del filo da cucito o, più praticamente, richiuse con degli stuzzicadenti, assicurando così che il ripieno non fuoriesca durante la cottura.

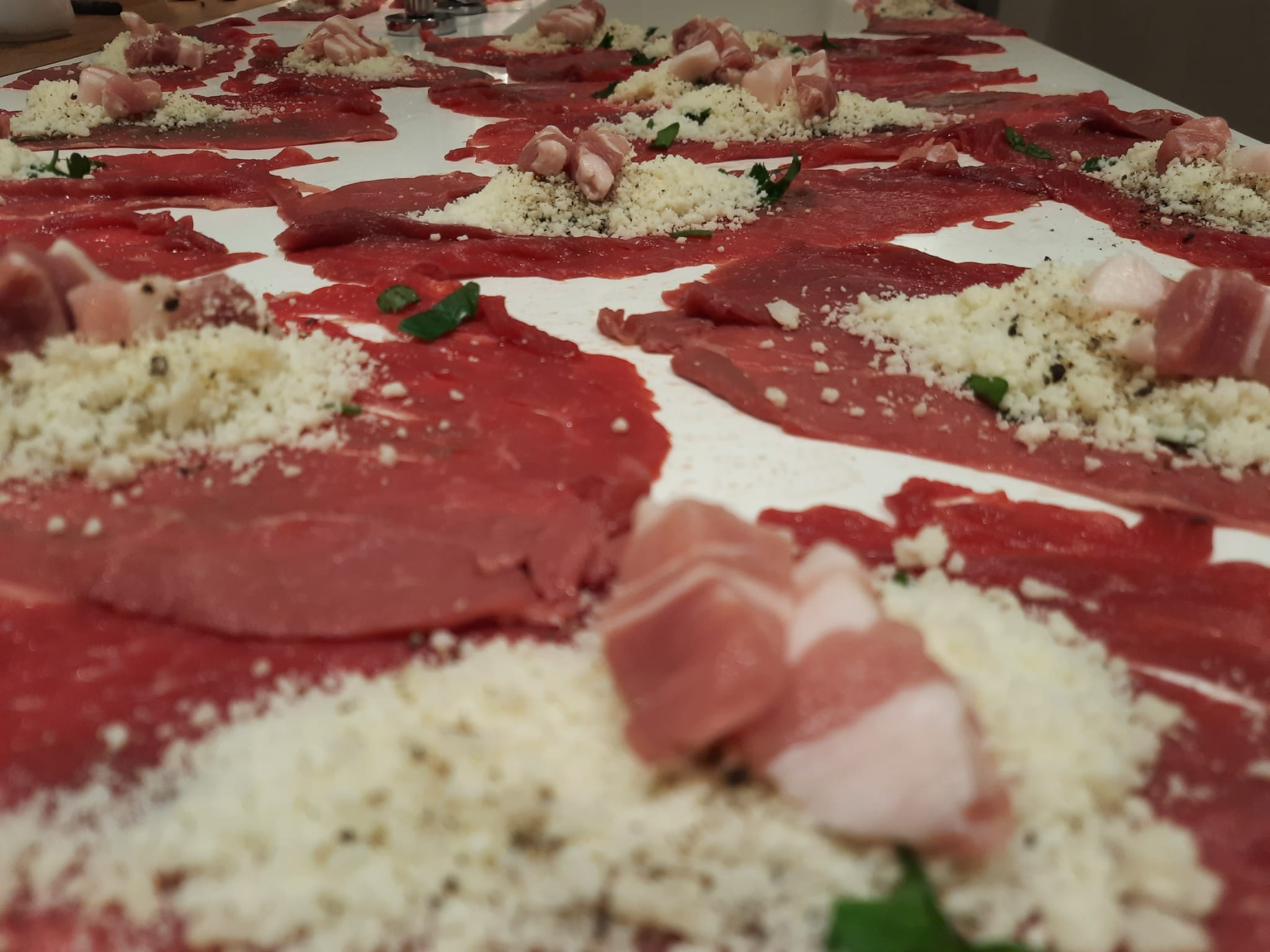
Le brasciole durante la preparazione

Gli involtini vengono rosolati con olio e cipolla, insieme ad altri pezzi di carne di cavallo, quindi, raggiunta la doratura, irrorati con vino rosso, sfumato il quale vengono cotti per almeno quattro ore in un ragù tradizionale di pomodoro, a cui vengono spesso aggiunti dei nervetti per insaporire il sugo.

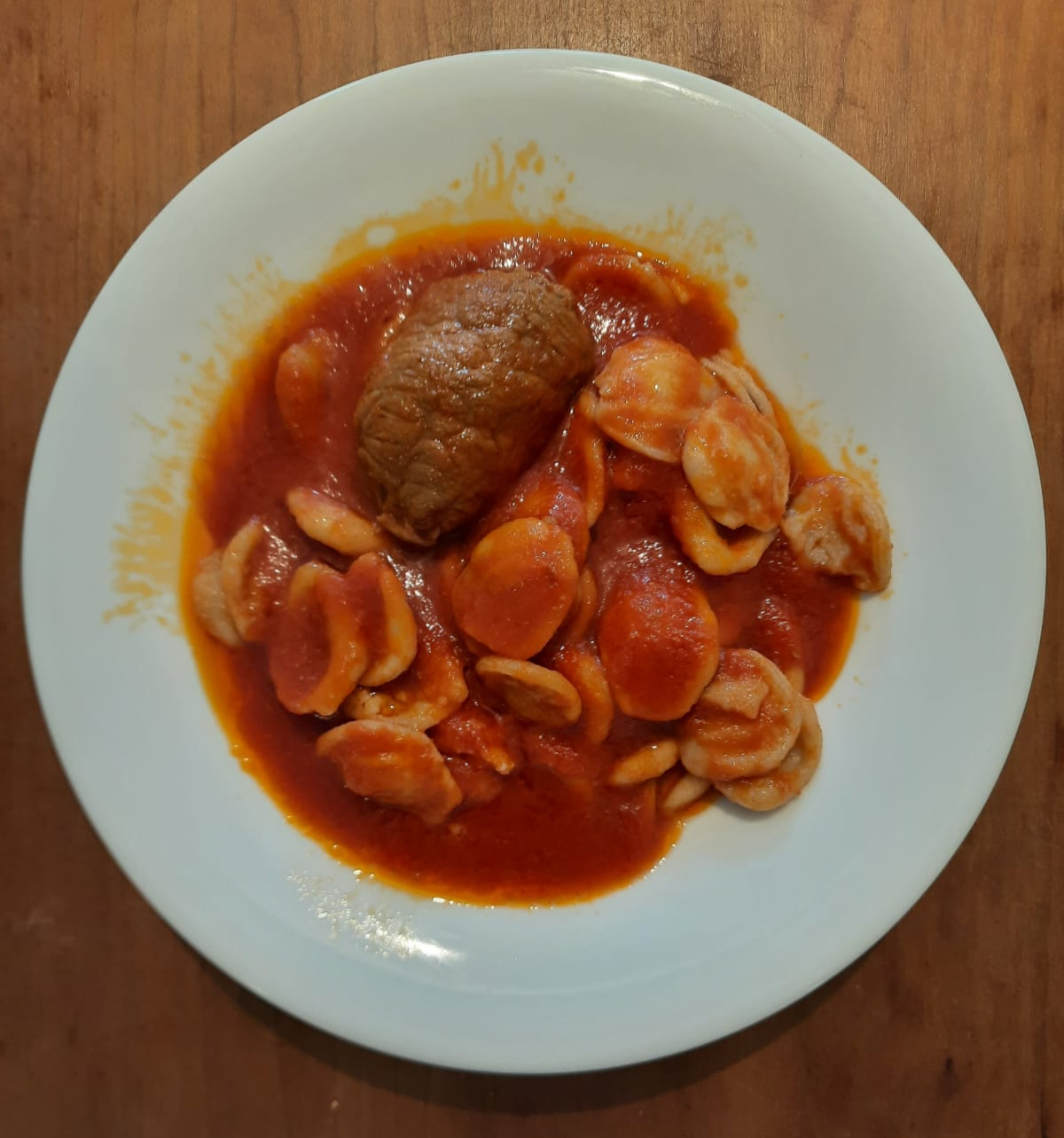
Una brasciola col suo ragù in un piatto di orecchiette baresi

## Diffusione
Le orecchiette al ragù di brasciole rappresentano il piatto della domenica per eccellenza in molte famiglie pugliesi.